# Triakidae

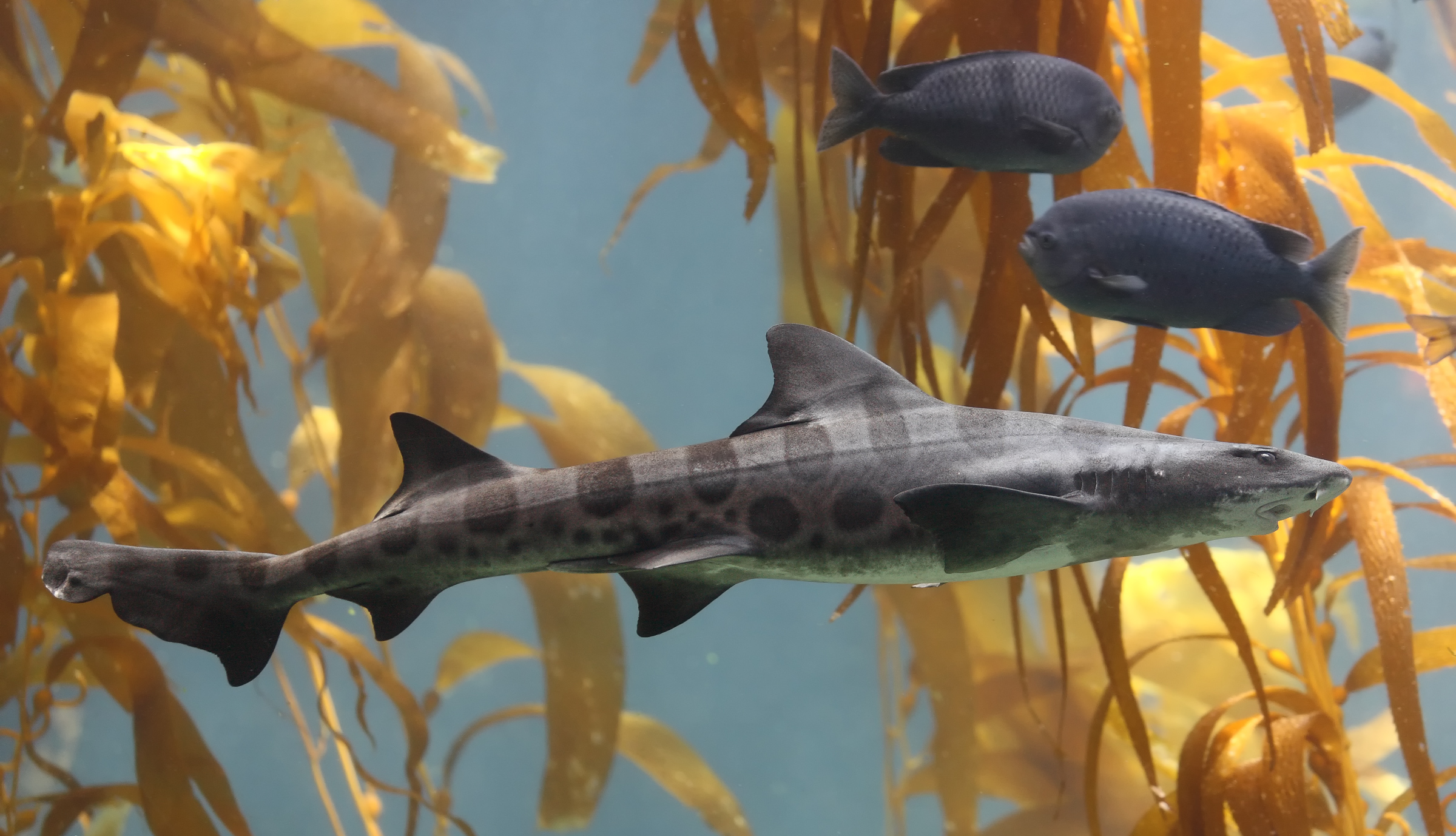
Triakis semifasciata num bosque de kelp.

Triakidae é uma família de elasmobrânquios da ordem Carcharhiniformes constituída por 9 géneros e cerca de 40 espécies de pequenos tubarões dotados de duas grandes barbatanas dorsais sem espinhas e uma barbatana anal alargada. Os membros desta família têm distribuição natural  nas águas temperadas a quentes de todos os oceanos, alimentando-se de peixes e invertebrados capturados no fundo do mar e em águas pouco profundas.

## Descrição
Os tubarões da família Triakidae distinguem-se por apresentarem duas grandes barbatanas dorsais, uma barbatana anal alargada e olhos ovais com membrana nictitante bem desenvolvida. São de dimensões reduzidas a médias no contexto dos elasmobrânquios, variando de 37 a 220 cm de comprimento em adultos. As espécies desta família são encontradas em todos os oceanos em águas quentes e temperadas, onde se alimentam de peixes e invertebrados no fundo do mar e na coluna de água.

## Taxonomia
A família Triakidae inclui 45 espécies repartidas por 9 géneros. Em algumas classificações, a família é dividida em duas,  com os géneros Mustelus, Scylliogaleus e Triakis em Triakidae, e os géneros restantes em Galeorhinidae.
Os géneros incluídos são:
- Galeorhininae
  - Furgaleus Whitley, 1951
  - Galeorhinus Blainville, 1816
  - Gogolia Compagno, 1973
  - Hemitriakis Herre, 1923
  - Hypogaleus J. L. B. Smith, 1957
  - Iago Compagno & Springer, 1971
- Triakinae
  - Mustelus H. F. Linck, 1790
  - Scylliogaleus Boulenger, 1902
  - Triakis J. P. Müller & Henle, 1839